# كأس السوبر الأوروبي 1999
كأس السوبر الأوروبي 1999 هي مباراة كرة قدم لعبت في أغسطس بين بطل دوري أبطال أوروبا 1998–99، مانشستر يونايتد، ونادي لاتسيو، بطل كأس الكؤوس الأوروبية 1998–99.
خلافا للتوقعات، فاز لاتسيو بالمباراة بنتيجة 1–0، وقد سجل هدف الفوز اللاعب التشيلي مارتشيلو سالاس في الدقيقة 35. لعبت المباراة في ملعب محايد، ملعب لويس الثاني في موناكو، تحت أنظار 14,461 متفرج.
كانت هذه النسخة هي الأخيرة التي كان طرفها بطل كأس الكؤوس الأوروبية، حيث توقفت البطولة منذ نسخة 1998–99. منذ 2000، بدأت تعقد البطولة بين بطل دوري أبطال أوروبا وبطل كأس الاتحاد الأوروبي.